# 阿里礼萨·穆罕默迪
阿里礼萨·阿齐兹洪·穆罕默迪-皮亚尼（波斯語：‎，2002年1月1日—），伊朗男子摔跤运动员，2023年世界摔跤锦标赛男子古典式82公斤级银牌得主、2024年夏季奥林匹克运动会男子古典式87公斤级银牌得主。